# Marko Juvan
Za glasbenika glej Marko Juvan (glasbenik)
Marko Juvan, slovenski literarni zgodovinar, literarni teoretik, univerzitetni učitelj, * 2. junij 1960, Ljubljana.
Predava na Oddelku za slovenistiko Filozofske fakultete Univerze v Ljubljani, zaposlen pa je na Inštitutu za slovensko literaturo in literarne vede Znanstvenoraziskovalnega centra SAZU.

## Življenjepis
Marko Juvan je leta 1985 diplomiral iz slovenščine in primerjalne književnosti na Filozofski fakulteti v Ljubljani, leta 1990 na isti fakulteti magistriral in 1993 doktoriral. Po diplomi se je izpopolnjeval na univerzi v Tübingenu in na univerzi v Münchnu. Od leta 1986 dela na Oddelku za slovanske jezike in književnosti oziroma poznejšem Oddelku za slovenistiko Filozofske fakultete v Ljubljani, od 1994 kot univerzitetni učitelj. Sodeloval je na številnih slovenskih in mednarodnih simpozijih ter imel gostujoča predavanja na univerzah po Evropi. Objavlja v znanstvenem tisku doma in na tujem (Poljska, Hrvaška, Jugoslavija, Rusija, Italija, Avstrija, Nemčija, Madžarska, ZDA, Kanada, Združeno kraljestvo, Ljudska republika Kitajska, Bolgarija, Estonija).
Od leta 1996 je polno zaposlen kot raziskovalec na Inštitutu za slovensko literaturo in literarne vede ZRC SAZU, od 2006 kot znanstveni svetnik, v letih 2011-20 je bil tudi njegov predstojnik. Na inštitutu vodi raziskovalni program in projekte ("Slovenska" svetovna književnost, Prostor slovenske literarne kulture, Maj 68 v literaturi in teoriji) in sodeluje v mednarodnih raziskavah. Na Filozofski fakulteti predava literarno teorijo. Od 2002 do 2006 je bil predsednik Slovenskega društva za primerjalno književnost. Od 2007 do 2011 je bil član izvršnega odbora Evropske mreže za primerjalno literarno vedo (REELC/ENCLS), od 2008 do 2014 pa je sodeloval v Odboru za literarno teorijo pri Mednarodni zvezi za primerjalno književnost (ICLA/AILC). Od leta 2012 je član Evropske akademije (Academia Eropaea), kjer je v letih 2013–17 deloval v Odboru sekcije za literarne in gledališke študije. 2019 je bil izvoljen v Izvršni odbor Mednarodne zveze za primerjalno književnost (ICLA/AILC). 
1. junija 2023 je bil izvoljen za izrednega člana SAZU v razredu za filološke in literarne vede.
Prejel je študentsko Prešernovo nagrado (1986), Kidričevo priznanje za mlade raziskovalce (1991), Zlati znak ZRC SAZU za izjemne raziskovalne dosežke (2014) in dvakrat Priznanje Antona Ocvirka (2018 in 2025; drugič za monografijo Zadnja sezona modernizma in maj ’68: svet, Pariz, Ljubljana).

## Uredniško delo
Je (so)urednik  literarnih, literarnovednih besedil in zbornikov. Objavlja tudi v tujem znanstvenem tisku.
Od 1982–85 je bil član uredniškega odbora revije Sodobnost, 1984–89 pa knjižne zbirke Aleph. 1989–96 je bil član uredništev revij Literatura ter Jezik in slovstvo. Od 1997 je član uredniškega odbora Primerjalne književnosti, med 1997 in 2011 pa je bil v uredništvu Slavistične revije.
Souredil je zbornik Bahtin in humanistične vede (1997) ter sestavil antologijo Prosto po … Cvetnik slovenske parodije (1999). 2002 je na Filozofski fakulteti v Ljubljani uredil 19. zbornik Obdobij (Romantična pesnitev: Ob 200. obletnici rojstva Franceta Prešerna). Pri reviji Primerjalna književnost je z Jelko Kernev Štrajn uredil posebno številko (Teoretsko-literarni hibridi/Hybridizing Theory and Literature ). Urejal je leksikon Literatura pri Cankarjevi založbi (nova gesla).
Od leta 1999 je član uredniškega odbora mednarodne spletne revije Comparative Literature and Culture: A WWWeb Journal, od 2017 pa mednarodne revije za literarno kulturo Arcadia.
Od leta 2004 z Darkom Dolinarjem ureja zbirke Studia litteraria. Prevaja številne literarno-teoretske monografije in članke v slovenski jezik (Erika Greber: Ljubezenska pisma med teorijo in literaturo: Zoo ali pisma ne o ljubezni, roman v pismih Viktorja Šklovskega = Love letters between theory nd literature: Viktor Shklovsky's epistolary novel Zoo, or letters nor about love, Katia Pizzi: 'Silentes Loquimur': 'Fojbe' in tesnoba meje v povojni tržaški književnosti in drugi.)

## Raziskovalna področja
Ukvarja se z literarno teorijo (literarnost, genologija, intertekstualnost, parodija, literarni diskurz, literarni kanon, literatura in prostor, kulturni spomin, metodologija), primerjalno književnostjo ter zgodovino in interpretacijo slovenske književnosti.
Piše razprave o slovenski, predvsem sodobni poeziji in o slovenski književnosti 19. in 20. stoletja v primerjalnem kontekstu (romantika, postromantika, modernizem in postmodernizem).
Piše tudi recenzije literarnih in literarnovednih del (Miran Hladnik: Praktični spisovnik ali šola strokovnega ubesedovanja, Alojzija Zupan Sosič: Robovi mreže, robovi jaza: Sodobni slovenski roman, Andrej Blatnik: Šopki za Adama venijo, Drago Jančar: Severni sij).